# دانيال دا سيلفا
دانيال دا سيلفا (بالبرتغالية: Daniel da Silva‏) هو رياضياتي برتغالي، ولد في 16 مايو 1814 في لشبونة في البرتغال، وتوفي في 6 أكتوبر 1878 في أويرس في البرتغال.